# Uganda International 2025
Die Uganda International 2025 im Badminton fanden vom 19. bis zum 23. Februar 2025 in Kampala statt.

## Sieger und Platzierte
| Disziplin    | Gold                                   | Silber                                 | Bronze                             |
| ------------ | -------------------------------------- | -------------------------------------- | ---------------------------------- |
| Herreneinzel | Manraj Singh                           | Dicky Dwi Pangestu                     | Kavin Thangam Kavin                |
| Herreneinzel | Manraj Singh                           | Dicky Dwi Pangestu                     | Dimitar Yanakiev                   |
| Dameneinzel  | Ishika Jaiswal                         | Neslihan Arın                          | Shreya Lele                        |
| Dameneinzel  | Ishika Jaiswal                         | Neslihan Arın                          | Kavipriya Selvam                   |
| Herrendoppel | Dingku Singh Konthoujam Amaan Mohammad | Akshan Shetty Sankar Prasad Udayakumar | Aditya Diwakar Kavin Thangam Kavin |
| Herrendoppel | Dingku Singh Konthoujam Amaan Mohammad | Akshan Shetty Sankar Prasad Udayakumar | Dev Ayyappan Dhiren Ayyappan       |
| Damendoppel  | Lauren Lam Allison Lee                 | Lucie Amiguet Caroline Racloz          | Kavipriya Selvam Simran Singhi     |
| Damendoppel  | Lauren Lam Allison Lee                 | Lucie Amiguet Caroline Racloz          | Vaishnavi Khadkekar Alisha Khan    |
| Mixed        | Ishaan Bhatnagar Srinidhi Narayanan    | Dhruv Rawat Maneesha Kukkapalli        | Bokka Navaneeth Ritika Thaker      |
| Mixed        | Ishaan Bhatnagar Srinidhi Narayanan    | Dhruv Rawat Maneesha Kukkapalli        | Dhiren Ayyappan Taabia Khan        |